# Kirby: Triple Deluxe
Kirby: Triple Deluxe (abbreviato anche Kirby 3D), conosciuto in Giappone come Hoshi no Kirby Tripla Deluxe (星のカービィトリプルデラックス?, Hoshi no Kābī Toripuru Derakkusu) è un videogioco a piattaforme, il tredicesimo capitolo della serie di Kirby, sviluppato dalla HAL Laboratory e pubblicato dalla Nintendo nel 2014 per la console Nintendo 3DS.

## Trama
Una notte, mentre Kirby sta dormendo, una gigantesca pianta rampicante nota come Pianta dei Sogni inizia a crescere sotto Dream Land, sollevando in alto nel cielo diversi luoghi, inclusi la casa di Kirby e il castello di King Dedede. Al suo risveglio, Kirby si ritrova in una nuova terra denominata Floralia, situata nei cieli sopra Dream Land. Raggiunto il castello di Dedede, il colpevole si rivela essere un misterioso essere a sei zampe chiamato Taranza, che cattura Dedede e fugge. Kirby si lancia quindi al suo inseguimento attraverso i vari luoghi sollevati dalla Pianta dei Sogni.
Una volta superati tutti e sei i mondi del gioco e raggiunto Taranza, questi attacca Kirby attraverso King Dedede, al quale ha fatto il lavaggio del cervello. Dopo averlo sconfitto, Kirby riesce a farlo tornare in sé. Taranza rivela quindi di aver agito per conto dell'autoproclamata e dispotica regina di Floralia, Queen Sectonia. Gli abitanti di Floralia avevano piantato la Pianta dei Sogni sotto Dream Land nella speranza che potesse portare da loro il noto "eroe di Dream Land". Taranza era stato quindi incaricato di rapire il presunto eroe per mandare a monte il piano, ma aveva sbagliato bersaglio e rapito invece Dedede. Sectonia giunge quindi sul posto e tradisce Taranza, rivolgendo poi le sue attenzioni verso Kirby, decisa a sconfiggerlo per poi usare la Pianta dei Sogni per appropriarsi di Dream Land.
Kirby la affronta e riesce a sconfiggerla ma, proprio quando lui e Dedede sono sul punto di festeggiare, la malvagia regina si fonde con la Pianta dei Sogni, tramutandosi in una gigantesca creatura tentacolare che inizia a crescere su tutto il Pianeta Pop. Con l'aiuto di Dedede e degli Abitanti del Cielo, Kirby riesce a superare i viticci della pianta e a raggiungere Sectonia.
Dopo un duro scontro, la regina sembra venire nuovamente sconfitta, ma a sorpresa avvolge Kirby in uno dei viticci e tenta di stritolarlo. Il tempestoso intervento di Dedede e Taranza (ravvedutosi) gli salvano la vita. Come ultima risorsa, i due gettano verso Kirby un Frutto Miracoloso, frutto della Pianta dei Sogni che l'eroe di Dream Land utilizza per potenziarsi. Grazie a esso, Kirby si trasforma in una versione potenziata soprannominata "Ipernova". Nonostante Sectonia tenti disperatamente di ucciderlo formando persino una barriera intorno a sé, Kirby riesce a sconfiggerla una volta per tutte, assorbendo il gigantesco laser che gli era stato sparato contro e rigettandolo contro di lei, cancellandola così dalla faccia della terra. Kirby e Dedede vengono quindi riportati indietro dagli Abitanti del Cielo, osservando al tempo stesso la Pianta dei Sogni fiorire e stabilirsi ufficialmente a Dream Land.

### Proseguimento opzionale
Al termine del minigioco Dedede all'avventura, sbloccato al termine della storia principale e che vede King Dedede come protagonista, il re si imbatte in un clone di sé stesso appartenente a un'altra dimensione noto come Dedede Ombra. Sconfitto il doppione, viene risucchiato all'interno dello Specchio Dimensionale situato nel palazzo di Sectonia, il quale si rivela essere un portale per accedere alla dimensione parallela soprannominata Mondo degli Specchi. Lì, Dedede si scontra con Meta Knight Nero, sopravvissuto agli eventi di Kirby e il labirinto degli specchi e tornato con il solo scopo di vendicarsi. Il re riesce a sconfiggerlo, rinchiudendolo per sempre nello specchio e frantumandolo una volta per tutte.
Completato anche il minigioco, verrà sbloccata un'ulteriore modalità chiamata Arena Finale, dove si affronteranno versioni potenziate di tutti i boss del gioco. Al termine di essa, si scopre che Queen Sectonia ha utilizzato gli ultimi quattro Frutti Miracolosi rimasti per ritornare in vita, tramutandosi in una sua variante potenziata chiamata Queen Sectonia Boccio. Nonostante la regina si dimostri ancora una volta spaventosamente determinata (tanto da staccarsi dalla Pianta dei Sogni per combattere liberamente), Kirby riuscirà a sconfiggerla nuovamente, facendola esplodere in una pioggia di petali, uno dei quali si posa proprio sullo schermo (grazie al quale, come visto in Kirby: Planet Robobot, la Haltmann Works Company riuscirà a creare un clone di Sectonia).

## Modalità di gioco
Il gioco ha una grafica simile a quella di Kirby's Adventure Wii. In questo gioco viene introdotto un nuovo tipo di gameplay che divide lo scenario in due parti: una posteriore ed una frontale, si può passare da una parte all'altra usando delle particolari Stelle Warp: Stelle Warp 3D. Saranno anche presenti nuove abilità tra cui: Campana, Scarabeo, Circo, Arciere e una speciale: Ipernova. I nemici come Testacalda possono sfruttare questa funzione attaccando Kirby dalla parte posteriore del quadro, altri invece come Cip, seguono Kirby ogni volta che si sposta tramite la Stella Warp 3D.
Kirby, durante il suo viaggio attraverso Floralia troverà le Pietre del Sole che deve collezionare e i Portachiavi, grossi medaglioni con un❓ sopra che alla fine del livello si trasformano in personaggi della serie di Kirby, tratti da vari giochi. Inoltre Kirby troverà anche degli oggetti salvavita (come le pizze, le ciliegie, gli hamburger e i gelati) che se inghiottiti rigenerano la sua vita. Esiste anche un pomodoro che ripristina tutta la vita chiamato Maxim Tomato.
Dopo che Kirby ha sconfitto Queen Sectonia si sbloccherà una nuova modalità, "Dedede all'avventura" dove il giocatore, controllando King Dedede attraversa sette livelli che riassumono brevemente i sette mondi e alla fine di ogni livello, dentro ad esso sono presenti Boss e Mini-Boss Deluxe, cioè Mini-Boss più forti. In questa modalità è presente un Boss Extra, Meta Knight Nero.
Durante i livelli, oltre ai portachiavi e alle pietre del Sole sono presenti anche delle stelle che se raccolte danno un punteggio extra e se raggiungono il 100 regalano a Kirby un 1UP, cioè una vita extra. Nel gioco è presente Bandana Dee, che prima della battaglia contro ogni Boss e Mini-Boss regalerà a Kirby un salvavita.
Inoltre è presente una nuova abilità, l'Hypernova, grazie alla quale Kirby può aspirare tutto ciò che gli ostacola il cammino, anche alberi e blocchi molto grandi.

### Modalità Storia
Nell'avventura Kirby ricopre il ruolo di eroe, che deve sconfiggere ancora una volta il nemico. Nel menù dell'avventura si possono trovare la lista dei portachiavi ottenuti nel corso dell'avventura, e sullo schermo superiore il modo per muoversi nei mondi e nei livelli, che sono terre sorte su una grande pianta verde. Nell'avventura completamente in 3D, si possono trovare portachiavi e stelle, che si potranno osservare nella loro pagina.
Nel giocano si trovano i portachiavi, presenti in ogni livello. Ogni portachiavi ha due tipi diversi, uno che è semplice e non raro, con lo sfondo arancione e un altro che ha lo sfondo colorato e che è raro e importante. I portachiavi ritraggono i personaggi, le trasformazioni e i nemici dei giochi passati di Kirby, di cui sarà il nome del portachiavi e il gioco proveniente. In ogni livello ci sono alcuni portachiavi semplici e un portachiavi raro.

### Duello Kirby
È la seconda modalità del gioco, che consiste di usare le trasformazioni di Kirby combattendo contro altri Kirby. Sono dieci le abilità utilizzabili nel gioco: Spada, Lama, Raggio, Parasole, Martello, Granata, Frusta, Arciere, Lottatore e Ninja. La modalità consiste nel combattere con altri Kirby, in quattro modalità diverse: Facile, Normale, Difficile e Molto Difficile, nel minor tempo possibile. All'ultimo round, combatti contro la tua copia oscura.
È possibile giocare anche con Modalità Download utilizzando una sola scheda 3DS.

### A ritmo con Dedede
In questa modalità disponibile dall'inizio del gioco Dedede deve saltare da un tamburo all'altro a ritmo di musica. Lungo il tragitto Dedede deve evitare i nemici presenti che se colpiti fanno perdere le cinque vite. Per rialzarlo è possibile raccogliere le monete presenti lungo la strada (di bronzo, argento, oro e platino: ognuna ha un valore diverso). Premendo A al momento giusto il re è in grado di spiccare balzi più alti per evitare i nemici, raccogliere i gettoni ed evitare i burroni. Inoltre premendo il pulsante a tempo può guadagnare un bonus speciale chiamato Tieniltempo che farà ottenere punti.

### Dedede all'avventura
In questa modalità il personaggio principale è King Dedede che deve attraversare sette livelli per raggiungere Queen Sectonia DX e sconfiggerla. Dopodiché King Dedede dovrà affrontare Dedede Ombra e Meta Knight Nero. In questa modalità conta principalmente il tempo impiegato a concludere un livello e non la quantità di Pietre del Sole collezionate. Difatti in Dedede all'Avventura le preziose pietre non sono presenti e i Portachiavi e gli oggetti salvavita sono presenti in misura molto ridotta, quasi assenti. Dopo la sconfitta di Meta Knight Nero verrà sbloccata l'Arena finale.

### Arena
In questa modalità Kirby può affrontare tutti i boss "originali" (cioè quelli che si trovano nella modalità storia) con le varie sue abilità. Dopo un po' di battaglie, Kirby può perdere dei punti vita, quindi dopo una partita ci si può "ricostituire" l'energia con ricostituenti limitati che possono aiutare nella scala ai boss e mini-boss. Alla fine Kirby sbloccherà dei nuovi portachiavi comuni (nota: non servono per il 100% del gioco).

### Arena finale
Nell'Arena finale, che si sblocca dopo aver sconfitto Meta Knight Nero, è possibile per Kirby scegliere, l'Abilità che preferisce e sfidare tutti i Boss e mini-Boss Deluxe, Boss più potenti e di colore differente. In questa modalità Kirby potrà cambiare Abilità, raccogliere i Portachiavi e ricaricarsi anche se al posto dei Maxi Tomato sono presenti solo quattro ananas e un Pomodoro Vita trasportabile. Nell'Arena finale c'è un boss extra che non è presente in Dedede all'avventura, Queen Sectonia Boccio; che una volta sconfitta sfiderà Kirby nuovamente. Alla fine dell'Arena, Kirby riceverà i Portachiavi collezionati e una coppa.

## Sviluppo
Il gioco è stato annunciato il 1 ottobre 2013 durante un Nintendo Direct.  Nonostante ciò, il titolo del gioco non è stato effettivamente rivelato fino a oltre un mese dopo, quando il titolo è stato menzionato in un'e-mail di riepilogo inviata da Nintendo dopo la diretta di novembre.
Le versioni migliorate dei due minigiochi presenti nel gioco principale, intitolate Kirby Fighters Z e Dedede's Drum Rush Z, sono state pubblicate come titoli indipendenti scaricabili dal Nintendo eShop il 23 luglio 2014 in Giappone e il 29 agosto 2014 in Nord America con il nome di Kirby Fighters Deluxe e Dedede’s Drum Dash Deluxe ed in Europa il 13 febbraio 2015. Queste versioni presentano nuovi livelli e caratteristiche di gioco, con contenuti aggiuntivi sbloccati se sono presenti dati di salvataggio di Kirby: Triple Deluxe.
Kirby Fighters Deluxe avrebbe successivamente ricevuto un seguito su Nintendo Switch nel settembre 2020, intitolato Kirby Fighters 2, con il motore di Kirby Star Allies. Esso presenta più contenuti, gioco online, più abilità Copia (inclusa la nuova abilità "Wrestler") e altri personaggi giocabili oltre a Kirby.

## Accoglienza
| Testata                    | Giudizio |
| -------------------------- | -------- |
| GameRankings (media al)    | 80,62%   |
| Metacritic (media al)      | 80/100   |
| Destructoid                | 8/10     |
| Edge                       | 7/10     |
| Electronic Gaming Monthly  | 9/10     |
| Game Informer              | 8,5/10   |
| GameSpot                   | 8/10     |
| GamesRadar+                | 3,5/5    |
| Hardcore Gamer             | 4/5      |
| IGN                        | 6/10     |
| Nintendo Life              | 7/10     |
| Nintendo World Report      | 8,5/10   |
| Official Nintendo Magazine | 87%      |
| Polygon                    | 7,5/10   |
| USgamer                    | 4/5      |

Il gioco ha ricevuto complessivamente recensioni positive. GameSpot ha lodato il design dei livelli, la grafica, la colonna sonora, l'uso del 3D, i controlli e il fascino duraturo.  Polygon ha elogiato il suo design di livello innovativo, ma ha criticato l'estetica generale definendola "semplice" e "triste" rispetto ai giochi precedenti. Hardcore Gamer ha dato al gioco un punteggio di 4 su 5 definendolo "una delle migliori iterazioni portatili dell'amato franchise Nintendo".
Tuttavia, Jose Otero di IGN, pur elogiando le sue battaglie con i boss e l'uso del 3D, ha fortemente criticato la sua bassa difficoltà. Ha dichiarato: "Kirby Triple Deluxe può sembrare fantastico e ha alcune idee intelligenti su come utilizzare il 3D, ma cade in un solco di semplici platform e puzzle che raramente richiedono alcun pensiero o capacità. Ammiro che cerchi di darci più poteri e abilità con cui giocare come mai prima d'ora, ma questo potenziamento non dovrebbe andare a scapito di alcuna reale difficoltà".
A marzo 2015, il gioco aveva venduto 1,78 milioni di unità in tutto il mondo.